# Clausena austroindica
Clausena austroindica är en vinruteväxtart som beskrevs av B.C. Stone & K.N. Nair. Clausena austroindica ingår i släktet Clausena och familjen vinruteväxter. Inga underarter finns listade i Catalogue of Life.